# Tetraralphia hypothetica
Tetraralphia hypothetica is een hydroïdpoliep uit de familie Capitata incertae sedis. De poliep komt uit het geslacht Tetraralphia. Tetraralphia hypothetica werd in 1997 voor het eerst wetenschappelijk beschreven door Pagès & Bouillon. 